# Shiloh (Illinois)
Shiloh és una població dels Estats Units a l'estat d'Illinois. Segons el cens del tenia 7.643 habitants.

## Demografia
Segons el cens del 2000, Shiloh tenia 7.643 habitants, 2.778 habitatges, i 2.080 famílies. La densitat de població era de 293,6 habitants/km².
Dels 2.778 habitatges en un 40,9% hi vivien nens de menys de 18 anys, en un 60,8% hi vivien parelles casades, en un 10,7% dones solteres, i en un 25,1% no eren unitats familiars. En el 20,2% dels habitatges hi vivien persones soles el 5,1% de les quals corresponia a persones de 65 anys o més que vivien soles. El nombre mitjà de persones vivint en cada habitatge era de 2,63 i el nombre mitjà de persones que vivien en cada família era de 3,05.
Per edats la població es repartia de la següent manera: un 27,7% tenia menys de 18 anys, un 10,7% entre 18 i 24, un 34,6% entre 25 i 44, un 20,4% de 45 a 60 i un 6,7% 65 anys o més.
L'edat mediana era de 33 anys. Per cada 100 dones de 18 o més anys hi havia 98 homes.
La renda mediana per habitatge era de 57.692 $ i la renda mediana per família de 67.054 $. Els homes tenien una renda mediana de 42.083 $ mentre que les dones 30.843 $. La renda per capita de la població era de 25.550 $. Aproximadament el 6,1% de les famílies i el 7,7% de la població estaven per davall del llindar de pobresa.

## Poblacions més properes
El següent diagrama mostra les poblacions més properes.